# 水谷ケイ
水谷 ケイ（みずたに ケイ、1974年5月7日 - ）は、日本の女優、モデル。写真集、映画、テレビ番組にて活躍し、特に出演DVD作品は日本だけでなく、アメリカ合衆国、ヨーロッパでも人気を博している。

## 来歴
1974年、青森県に生まれる。小学5年生の時におニャン子クラブに憧れて歌手を目指す。高校を中退し、着の身着のままバッグひとつで、青森発東京行きの夜行列車の窓から友達に手を振りながら上京した。水着姿やヌードモデルとしてのキャリアをスタートさせ、やがてテレビへの出演機会を得た。1990年代前半にテレビ東京系列で放送された女性向けお色気番組『ギルガメッシュないと』ではレギュラーの座をつかみ、人気を博した。

### 『お天気お姉さん』への出演
初の出演作品となった『お天気お姉さん』では主役の仲代桂子役を演じ、当たり役となった。『お天気お姉さん』は1995年にバンダイビジュアルからオリジナルビデオ化されて人気を博し、映画として出展されたことで1990年代の日本映画の中でも成功した作品に数えられ、1996年には、水谷自身もイタリア国際映画祭でユーモア映画最優秀主演女優賞を受賞した。ストックホルム映画祭、オスロ国際映画祭など多数の海外の映画祭に出品され話題を呼んだ。海外版タイトルは『A WEATHER WOMAN』。1996年9月21日、日本凱旋劇場公開された。

### その後
その後も数多くのオリジナルビデオ、テレビドラマ、舞台にて活躍し、1996年には8cmシングルCD『ヒー・ラヴズ・ミー』を発売した。1998年にはテレビ朝日のスーパー戦隊シリーズ『星獣戦隊ギンガマン』でシェリンダ役として悪役を演じ、セクシーなコスチュームが話題となった。インタビューなどでは、現在でも「ギンガマン」への愛着をうかがわせる。2000年7月にアメリカ合衆国サンディエゴで開催されたコミコン・インターナショナルでは『お天気お姉さん』の英語版が取り上げられ、水谷もゲストとして招待された。
1997年にはグラビアアイドルの桜井あゆみとの期間限定ユニット「MASK」を結成、写真集を発表。
2008年にはコメディ映画『生活保護打ち切り隊』に出演したほか、2009年にもドラマに出演している。

## 出演
ここでは一部を挙げる。

### テレビ番組
- ギルガメッシュないと（テレビ東京）
- ロバの耳そうじ（日本テレビ）
- トゥナイト2（テレビ朝日）
- スーパージョッキー（日本テレビ）
- ドキッ!丸ごと水着!女だらけの水泳大会（フジテレビ）
- 出没!アド街ック天国（テレビ東京系列）
- クイズ!脳ベルSHOW（BSフジ）

### テレビドラマ
- 禁じられた遊び（1995年）
- 早乙女千春の添乗報告書1・金沢湯けむりツアー殺人事件（1995年）
- 星獣戦隊ギンガマン（1998年 - 1999年） - シェリンダ
- 月下の棋士（2000年）
- 広域捜査官楠錬三郎 北へ南へ1 鳴門海峡連続殺人!（2000年）
- 三匹が斬る! 第8話（2002年） - お葉の方
- 子連れ狼 第2シリーズ 第3話（2003年） - お八重の方
- 女刑事みずき 1st SEASON（2005年）
- 特命係長 只野仁SP第2弾「狙われたセレブな女たち」（2005年） - 林田緑
- 検事・朝日奈耀子8（2009年） - 畑中理恵（黒木の恋人・ウェイトレス）
- 上条麗子の事件推理7（2010年） - 石崎和恵
- 人類学者・岬久美子の殺人鑑定2（2011年） - ホステスのラン
- タクシードライバーの推理日誌36（2014年） - 小田加奈子
- 風の峠〜銀漢の賦〜（2015年）

### 映画
- 女飼い（1996年）
- 極道の妻たち 死んで貰います（1999年） - マヤ（クラブのホステス）
- 修羅がゆくシリーズ - 秋元佳子
  - 修羅がゆく12 北九州死闘篇（2000年）
  - 修羅がゆく13 完結篇（2000年）
- 修羅のみちシリーズ - 藤村真由美（ホステス）
  - 修羅のみち1 関東VS関西 全面戦争勃発（2001年）
  - 修羅のみち2 関西頂上決戦（2001年）
- 極道はクリスチャン/修羅の抗争（2004年）- 佳代
- 生活保護打ち切り隊（2008年） - 北川絵梨香
- 花と蛇3（2010年） - 折原珠江
- くノ一忍法帖 影ノ月（2011年） - お藤
- 農家の嫁 あなたに逢いたくて （2014年） - 主演・由紀恵

### オリジナルビデオ
- お天気お姉さん（1995年） - 主演・仲代桂子
- スケバン女教師（1995年） - 主演・聖和学園臨時職員 高倉真理子（初代「北関東狂走連盟レディース神風」総長）
- 東京デカメロン（1996年）
- 花のおんな相撲（1996年）
- 平成ハレンチ学園（1996年） - セクシー保健教師
- 新任女教師 誘惑のレオタード（1997年）
- 星獣戦隊ギンガマンVSメガレンジャー（1999年） - シェリンダ
- サギ師一平7 絵画大好き!（2001年） - 投資家
- 浪花の雀刺 勝負（2001年） - レナ
- 虜 極妻の性（2001年） - 主演・美香
- コリアンマダムの告白（2002年）
- 赤裸々看護婦シリーズ（2003年） - 圭
  - 赤裸々看護婦シリーズ1 真夜中の診察室 誘惑のナースコール（2003年）
  - 赤裸々看護婦シリーズ2 真夜中の診察室 誘惑のレースクイーン（2003年）
  - 赤裸々看護婦シリーズ3 真夜中の診察室 誘惑のフェティシズム（2003年）
  - 真夜中の診察室 マル秘 現場密着（2004年）※赤裸々看護婦シリーズ「真夜中の診察室」メイキング。
- 夜叉 〜蘇生〜（2004年） - 主演・夜叉（殺し屋）
- 修羅外道 本家襲撃（2006年） - 二代目時定一家総長の妻
- 女囚611 獣牝(オンナ)たちの館（2007年1月） - 看守
- 女囚611 獣牝(オンナ)たちの逆襲（2007年5月） - 看守
- 女囚飼育611（2007年5月） - 看守
- 水谷ケイの平成未亡人下宿 シリーズ（2009年） - 主演・静香
  - 水谷ケイの平成未亡人下宿 狙われた管理人さん（2009年）
  - 水谷ケイの平成未亡人下宿 お部屋貸します（2009年）
- 跡目奪還（2011年） - クラブのママ
- 組織暴力 対 官僚（2013年） - 高千穂由香里（経産省副大臣真鍋二朗の実娘）
- フラワー2（2013年） - マザー（殺し屋軍団の首領）
- 代理戦争 やくざ×韓国マフィア（2013年） - 風俗の受付
- 血掟(おきて)（2013年） - 北川俊蔵（竜星会幹部）の妻
- 日本やくざ抗争史 巨大組織分裂（2015年）
- 極道の門 第五部（2018年） - チョウコ(神戸タカトラ組組長の妻)

### 舞台
- こちら葛飾区亀有公園前派出所（1999年版） - ビッグママ

### 配信
- 「ギルガメッシュNIGHT」同窓会（2023年、Paravi）

### アダルト作品
- 情事 ラバーズK（1996年 クリスタル映像）
- セクシャルボディーK（1996年 クリスタル映像）

### イメージ作品
- Playgirl?（1998年 英知出版）
- 美乳（2005年 ハピネットピクチャーズ）
- 限界（2005年 アタッカーズ）
- Violence（2014年 キングダム）
- THE BODY（2014年 キングダム）
- 無修正（2016年 キングダム）

## 作品

### シングル
| 枚  | 発売日        | タイトル           | 品番      | 備考                                 |
| --- | ------------- | ------------------ | --------- | ------------------------------------ |
| 1st | 1996年7月25日 | ヒー・ラヴズ・ミー | LACM-4388 | 「水谷ケイ with バンナ・バンナ」名義 |

### 写真集
- Nice Body（1995年12月、コンパス、撮影：山岸伸）ISBN 978-4906407538
- ザ・ボディ（1996年5月、コンパス、撮影：山岸伸）ISBN 978-4906407644
- グッバイ・ボディ（1997年1月、コンパス、撮影：山岸伸）ISBN 978-4906407798
- MASK（1997年8月、コンパス、撮影：山岸伸）ISBN 978-4906407903　共演：桜井あゆみ
- Return to Body（1998年12月、コンパス、撮影：山岸伸）ISBN 978-4877630225
- PLAYGIRL? 水谷ケイ（1998年12月、英知出版）ISBN 978-4754252106
- key（2001年5月、ドリームワークス出版、撮影：安達尊）ISBN 978-4886182623

CD-ROM写真集
- Body Touch（コンパス）